# Jean Girault
Jean Girault (* 9. Mai 1924 in Villenauxe-la-Grande; † 20. Juli 1982 in Paris) war ein französischer Filmregisseur und Drehbuchautor.

## Werdegang
Girault besuchte nach seinem Schulabschluss die École des Travaux und spielte als Musiker im Orchester von Eddie Barclay. 1946 war er Kontrabassist bei Claude Luther, als er bei Marcel Blistène Regieassistent wurde. Schon in diesem Jahr inszenierte er zwei eigene Kurzfilme, 1956 folgte eine Dokumentation über Christian-Jaque.
Von 1951 bis 1960 arbeitete Girault als Drehbuchautor, vorwiegend von Filmkomödien. Sein Filmdebüt als Regisseur gab er 1960. 1962 lernte er den bis dahin wenig bekannten Nebendarsteller Louis de Funès kennen und arbeitete seit 1963 mit ihm zusammen. Der Erfolg von Der Gendarm von St. Tropez führte zu fünf Fortsetzungen. Er arbeitete auch mit Jean Gabin und Dieter Hallervorden zusammen. Mit Michel Galabru filmte er 22 mal.
Trotz dieser Erfolge wurde Girault als Regisseur wenig beachtet. Er verstarb während der Dreharbeiten zu Louis und seine verrückten Politessen an Tuberkulose. Es war seine zwölfte Zusammenarbeit mit Louis de Funès.

## Filmografie (Auswahl)
- 1960: Les Pique-assiette
- 1961: Les Moutons de Panurge
- 1961: Les Livreurs
- 1963: Gelegenheitsarbeiter (Les Bricoleurs)
- 1963: Fünf Glückspilze (Les Veinards)
- 1963: Quietsch… quietsch… wer bohrt denn da nach Öl? (Pouic-Pouic)
- 1964: Balduin, der Geldschrankknacker (Faites sauter la banque)
- 1964: Der Gendarm von Saint Tropez (Le Gendarme de Saint-Tropez)
- 1964: Flotte Jungs und Diamanten (Les Gorilles)
- 1965: Der Gendarm vom Broadway (Le Gendarme à New York)
- 1966: Der Herr Generaldirektor (Monsieur le président directeur général)
- 1967: Balduin, der Ferienschreck (Les Grandes Vacances)
- 1968: Un drôle de colonel
- 1968: Balduin, der Heiratsmuffel (Le Gendarme se marie)
- 1969: La Maison de campagne
- 1970: Balduin, der Schrecken von St. Tropez (Le Gendarme en balade)
- 1971: Das Gesetz im Westen von Pecos (Le Juge)
- 1971: Hasch mich, ich bin der Mörder (Jo)
- 1972: Die tollen Charlots – Ferien wie noch nie (Les Charlots font l’Espagne)
- 1973: Le Concierge
- 1974: Le Permis de conduire
- 1974: Zwei süße Mädchen und ein Pyjama (Deux grandes filles dans un pyjama)
- 1974: Les murs ont des oreilles
- 1975: L’Intrépide
- 1976: Zwei scheinheilige Brüder (L’Année sainte)
- 1977: Le mille pattes fait des claquettes
- 1978: Horoskop mit Hindernissen (L’Horoscope)
- 1979: Louis’ unheimliche Begegnung mit den Außerirdischen (Le Gendarme et les Extra-terrestres)
- 1980: Louis, der Geizkragen (L’Avare)
- 1981: Ach du lieber Harry
- 1981: Louis und seine außerirdischen Kohlköpfe (La Soupe aux choux)
- 1982: Louis und seine verrückten Politessen (Le Gendarme et les Gendarmettes)